# Любові стане на всіх
«Любові стане на всіх» — український художній фільм 2016 року, екранізація новели з роману «Месопотамія» українського письменника Сергія Жадана. Режисер стрічки — Михайло Лук'яненко.

## Сюжет
Юнак Рома приїжджає до міста та оселяється у Даші — знайомої своєї мами. Даша — мати-одиначка, яка постійно працює, а її 12-річний син Амін більшу частину часу живе у бабусі з дідусем. Рома намагається знайти привід, аби покохатися із Дашею.

## У ролях
- Дмитро Третяк — Рома;
- Дар'я Терновська — Даша;
- Сергій Жадан — дільничий.

## Виробництво
«Любові стане на всіх» — це фраза, яку Даша вимовляє у літературному першоджерелі. Сам фільм є екранізацією лише однієї оповіді з книги Месопотамія — «Ромео».
Зйомки фільму тривали не один рік та відбувалися «у природних декораціях» — у хрущовці на вулиці Малоджанкойській.
Саундтреком до фільму стала пісня гурту Жадан і Собаки «Листопад».

## Реліз
Прем'єра фільму відбулася 14 лютого 2016 року у Харкові, після чого відбувся тур дев'ятьома містами України. Фільми Михайла Лук'яненка демонструються тільки на спеціальних показах. В інтернеті або прокаті їх подивитися неможливо.

## Рецензії кінокритиків
У рецензії для видання Gazeta.ua Олена Павлова пише, що «фільм виглядає професійнішим за студентські роботи, але порівняно до професійного кіно — місцями любительським». Втім, на її думку, фільм має геть іншу функцію — «зробити крок, який скорочує прірву між українською сучасною літературою, музикою і кіно», і з цією задачею фільм справляється.